# Maladie immunitaire
Les maladies immunitaires, ou immunopathies, regroupent toutes les maladies affectant le système immunitaire. On en distingue deux groupes :
- les maladies auto-immunes dites « autoinflammatoires » ;
- les déficits immunitaires, éventuellement d'origine génétique[2], ou « médiées »[3].

Certaines maladies présentent toutefois des caractéristiques évoquant ces deux types de maladies (ex. : cystite interstitielle, neuromyotonie, sclérodermie, vitiligo, vulvodynie, maladie de Behçet, maladie de Lyme, syndrome des poumons rétractés, maladie de Menière…). Il semble que certains microbes puissent en effet encourager l'organisme à s'attaquer lui-même.

## La recherche
Elle porte notamment sur 
- le modèle animal, murin notamment[6] ;
- la thérapie génique[7] ;
- des facteurs de risque particuliers, dont par exemple l'exposition à la sicilice[8] ;
- les parasitoses à microorganismes se développant à l'intérieur des cellules (du nouveau-né notamment[9]).